# Konjugierter Impfstoff
Ein konjugierter Impfstoff oder Konjugatimpfstoff (lateinisch conjugatio ‚Vereinigung‘) ist ein Impfstoff, in welchem das Antigen – bestehend beispielsweise aus Teilen der Bakterienhülle (Kapselpolysacchariden) eines Krankheitserregers – an ein Eiweiß (Protein) gebunden vorliegt. Konjugierte Impfstoffe vermögen eine stärkere und länger anhaltende Immunantwort zu erzeugen im Vergleich zum unkonjugierten Antigen. Insbesondere das Immunsystem von Säuglingen und Kleinkindern hat noch nicht die nötige Reife, um effiziente Antikörper gegen Nicht-Protein-Antigene, wie sie Polysaccharide, Lipide oder Nucleinsäuren darstellen, auszubilden. Die konjugierten Impfstoffe gehören zu den Untereinheitenimpfstoffen (engl. subunit vaccines).
Konjugatimpfstoffe sind die Hib- und die Meningokokken-Vakzine. Den Pneumokokkenimpfstoff gibt es als mehrfachvalente Konjugatimpfstoffe und in einer 23-valenten nicht-konjugierten Variante.

## Wirkungsmechanismus
Körperfremde Polysaccharide und Lipide lösen im Körper generell eine schwächere Immunantwort aus, da diese hauptsächlich durch die Mechanismen des angeborenen Immunsystems erkannt und eliminiert werden. Sie binden nicht an MHC und lösen bei T-Zellen keine Reaktion aus, können aber als T-Zell-unabhängige Antigene B-Zellen aktivieren. Durch die kurze biologische Halbwertszeit entsteht kaum eine Langzeitimmunität, die durch eine adaptive Immunantwort (humorale und zelluläre Immunantwort) hervorgerufen werden kann. Neben den Kapselpolysacchariden werden auch Haptene zur Steigerung ihrer Immunogenität an ein Trägerprotein gekoppelt. Die Bildung von TH2-Lymphozyten, spezifischen Antikörpern durch Plasmazellen und B-Gedächtniszellen werden bei unkonjugierten Antigenen oftmals nicht ausgelöst. Da die Antigene kaum in Zellen aufgenommen werden, erfolgt auch nur eine geringe Präsentation an MHC I und auch nur eine geringe Antigen-spezifische zelluläre Immunantwort.
Für eine B-Zellen-Differenzierung werden bei den meisten Antigenen T-Helferzellen vom Typ TH2 zur weiteren Stimulation der unreifen B-Zellen benötigt, sodass diese sich zu Plasma- und Gedächtniszellen weiterentwickeln. Um eine entsprechende T-Zellenbeteiligung zu bewirken, muss das Antigen ein Protein oder Proteinfragment sein, welches von der phagozytierenden B-Zelle, mit Hilfe deren MHC-II-Moleküls auf der Zelloberfläche, den CD4-positiven T-Helferzellen präsentiert werden kann. Diese binden sich mit Hilfe von speziellen Oberflächenmolekülen an die naive B-Zelle, unter anderem erkennen CD4-positive T-Zellen das MHC-II der antigenpräsentierenden B-Zelle. Ein zweiter Rezeptor, CD28, vermittelt die Bindung an den Kostimulator B7 der B-Zelle. Als Drittes bindet der CD40-Ligand an den Rezeptor CD40 der B-Zelle.
Bei TH2-Zellen bindet der T-Zell-Rezeptor (TCR) an das Antigen. Sobald diese Bindung etabliert ist, werden von der CD4-positiven T-Zelle Botenstoffe sezerniert (Zytokine), welche der B-Zelle das endgültige Signal zur Differenzierung geben. Daraufhin entsteht eine neue Generation von Plasmazellen, die spezifische Antikörper produziert und somit eine stärkere Immunantwort auslöst. Außerdem bilden sich B-Gedächtniszellen, die bei einer eventuellen Reinfektion eine stärkere und schnellere Immunreaktion hervorrufen können und so zu einer längerfristigen Immunität führen können.
Mit Hilfe eines konjugierten Impfstoffes ist man dementsprechend in der Lage, eine stärkere und langzeiteffektive Immunität im Vergleich zum unkonjugierten Antigen zu erzeugen. Das Immunsystem von Säuglingen und Kleinkindern befindet sich noch in der Entwicklung, weshalb man beispielsweise bei dieser Altersgruppe nicht die übliche 23-valente Pneumokokkenimpfung verwendet, sondern ein 10- oder 13-valentes Konjugat. Weitere Konjugatimpfstoffe werden unter anderem gegen Meningokokken und Haemophilus influenzae Typ b eingesetzt.